# Sigrid Heuck
Sigrid Heuck (Colonia, 11 de mayo de 1932 − Bad Tölz, 3 de octubre de 2014) fue una escritora alemana.
Estudió diseño gráfico y durante un rato artista, pero pronto se decantó por la literatura juvenil. Sus libros se han traducido a numerosas lenguas y han obtenido importantes galardones. Ediciones SM ha publicado también El jardín del arlequín, El enigma del maestro Joaquín, El cazador de la luna (Mondjäger) y La canción de Amina (Amina Lied).